# Lukas Görtler
Lukas Görtler (Bamberg, 15 juni 1994) is een Duits voetballer die bij voorkeur als middenvelder speelt. Sinds 2019 speelt Görtler voor FC St. Gallen. Momenteel is hij daar aanvoerder.

## Clubcarrière
Görtler speelde in de jeugd voor SC Kemmern, SpVgg Greuther Fürth, FC Eintracht Bamberg en 1. FC Nürnberg. Hij debuteerde in 2012 in het seniorenvoetbal in dienst van FC Eintracht Bamberg, op dat moment actief in de Regionalliga Nord. In zijn eerste seizoen speelde Görtler 29 competitiewedstrijden, waarin hij tweemaal tot scoren kwam. Het seizoen erop maakte hij acht doelpunten in 31 competitiewedstrijden.
Görtler ging in 2014 voor het tweede elftal van FC Bayern München voetballen, dan actief in dezelfde competitie. Hij debuteerde op 2 mei 2015 in het eerste elftal van Bayern München, in een wedstrijd in de Bundesliga tegen Bayer Leverkusen. Hij mocht van coach Pep Guardiola na 72 minuten invallen voor Claudio Pizarro. Bayer Leverkusen won de wedstrijd met 2–0 dankzij doelpunten van Hakan Çalhanoğlu en Julian Brandt. Het bleef Görtlers enige wedstrijd in het eerste team. Görtler tekende in juni 2015 een contract tot medio 2018 bij 1. FC Kaiserslautern, de nummer vier van de 2. Bundesliga in het voorgaande seizoen. Daarvoor speelde hij in twee jaar meer dan veertig wedstrijden in de 2. Bundesliga.

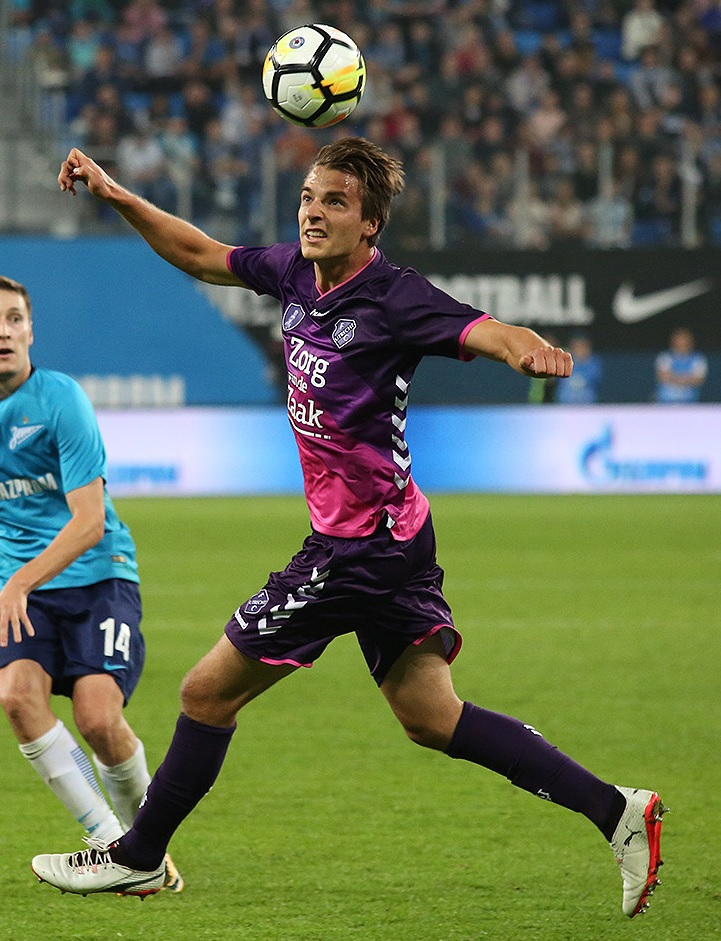
Görtler namens FC Utrecht (2017)

Görtler tekende in augustus 2017 een contract tot medio 2020 bij FC Utrecht, de nummer vier van de Eredivisie in het voorgaande seizoen. Hier kwam hij opnieuw te spelen onder Erik ten Hag, eerder ook zijn coach toen hij in het tweede elftal van Bayern München speelde. Hij maakte zijn competitiedebuut op zondag 20 augustus tegen Willem II. Sinds 2019 is Görtler actief als speler van FC St. Gallen. Daar is hij sinds het seizoen 2021/22 vaste aanvoerder, na in het seizoen ervoor al enkele keren de aanvoerdersband te hebben gedragen. Bij FC Utrecht speelde hij in de laatste fasse bij de club al verschillende keren als middenvelder, maar bij FC St. Gallen verruilde Görtler de aanval definitief voor het middenveld.

## Clubstatistieken

### Beloften
| Seizoen                    | Club                    | Competitie          | Competitie | Competitie | Overig | Overig | Totaal | Totaal |
| Seizoen                    | Club                    | Competitie          | Wed.       | Dlp.       | Wed.   | Dlp.   | Wed.   | Dlp.   |
| -------------------------- | ----------------------- | ------------------- | ---------- | ---------- | ------ | ------ | ------ | ------ |
| 2014/15                    | FC Bayern München II    | Regionalliga Bayern | 27         | 11         | –      | –      | 27     | 11     |
| 2015/16                    | 1. FC Kaiserslautern II | Regionallia Südwest | 2          | 0          | –      | –      | 2      | 0      |
| 2017/18                    | Jong FC Utrecht         | Eerste divisie      | 2          | 0          | –      | –      | 2      | 0      |
| Carrière totaal            | Carrière totaal         | Carrière totaal     | 31         | 11         | –      | –      | 31     | 11     |
| Bijgewerkt op 7 april 2024 |                         |                     |            |            |        |        |        |        |

### Senioren
| Seizoen                    | Club                 | Competitie          | Competitie | Competitie | Beker | Beker | Europa | Europa | Overig | Overig | Totaal | Totaal |
| Seizoen                    | Club                 | Competitie          | Wed.       | Dlp.       | Wed.  | Dlp.  | Wed.   | Dlp.   | Wed.   | Dlp.   | Wed.   | Dlp.   |
| -------------------------- | -------------------- | ------------------- | ---------- | ---------- | ----- | ----- | ------ | ------ | ------ | ------ | ------ | ------ |
| 2012/13                    | FC Eintracht Bamberg | Regionalliga Bayern | 29         | 2          | 0     | 0     | –      | –      | –      | –      | 29     | 2      |
| 2013/14                    | FC Eintracht Bamberg | Regionalliga Bayern | 31         | 8          | 0     | 0     | –      | –      | –      | –      | 31     | 8      |
| 2014/15                    | FC Bayern München    | Bundesliga          | 1          | 0          | 0     | 0     | 0      | 0      | 0      | 0      | 1      | 0      |
| 2015/16                    | 1. FC Kaiserslautern | 2. Bundesliga       | 18         | 2          | 1     | 0     | –      | –      | –      | –      | 19     | 2      |
| 2016/17                    | 1. FC Kaiserslautern | 2. Bundesliga       | 23         | 0          | 1     | 0     | –      | –      | –      | –      | 24     | 0      |
| 2017/18                    | FC Utrecht           | Eredivisie          | 23         | 1          | 2     | 1     | 2      | 0      | 4      | 0      | 31     | 2      |
| 2018/19                    | FC Utrecht           | Eredivisie          | 14         | 0          | 3     | 0     | –      | –      | 4      | 0      | 21     | 0      |
| 2019/20                    | FC St. Gallen        | Super League        | 34         | 3          | 2     | 0     | –      | –      | –      | –      | 36     | 3      |
| 2020/21                    | FC St. Gallen        | Super League        | 32         | 2          | 4     | 1     | 1      | 0      | –      | –      | 37     | 3      |
| 2021/22                    | FC St. Gallen        | Super League        | 30         | 5          | 6     | 2     | –      | –      | –      | –      | 36     | 7      |
| 2022/23                    | FC St. Gallen        | Super League        | 30         | 9          | 2     | 4     | –      | –      | –      | –      | 32     | 13     |
| 2023/24                    | FC St. Gallen        | Super League        | 15         | 1          | 1     | 0     | –      | –      | –      | –      | 16     | 1      |
| Carrière totaal            | Carrière totaal      | Carrière totaal     | 280        | 33         | 22    | 8     | 3      | 0      | 8      | 0      | 313    | 41     |
| Bijgewerkt op 7 april 2024 |                      |                     |            |            |       |       |        |        |        |        |        |        |

1 Ati Zigi ·
3 Nuhu ·
4 Stanić ·
5 Ambrosius ·
7 Witzig ·
8 Quintillà ·
9 Geubbels ·
10 Akolo ·
11 Cissé ·
13 Karlen ·
14 Yannick ·
15 Diaby ·
16 Görtler  ·
18 Mambimbi ·
19 Daschner ·
20 Vallçi ·
22 Faber ·
23 Fazliji ·
24 Toma ·
25 Watkowiak ·
28 Vandermersch ·
33 Nsame ·
35 Dumrath ·
36 Okoroji ·
47 Owusu ·
63 Konietzke ·
64 Stevanović ·
70 Probst ·
77 Csoboth ·
Coach: Maaßen